# Sofiane Guitoune
Sofiane Guitoune (Alger, el 27 de març de 1989) és un jugador de rugbi franco-algerià que juga amb l'USA Perpinyà.